# Lascaux

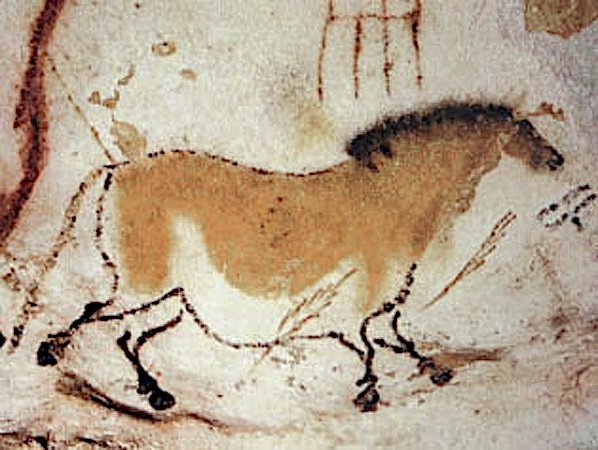
Tranh hang động tại Lascaux.

Lascaux là một hệ thống hang động tại phía Tây Nam nước Pháp, nổi tiếng bởi những hình vẽ hang động. Chúng bao gồm những tác phẩm nổi tiếng nhất của thời kì hậu đồ đá cũ. Các bức vẽ này được ước tính 16.000 năm tuổi. Chúng chủ yếu bao gồm các bức vẽ tả thực về các loài động vật lớn, phần lớn trong số chúng được biết đến nhờ những bằng chứng hóa thạch cho thấy rằng đã tồn tại trong khu vực đó và thời gian đó. Lascaux trở thành Di sản thế giới UNESCO vào năm 1979.

## Vị trí địa lý và bối cảnh địa chất
Những hang đá ban đầu trong số này nằm tại vùng Périgord đen tại thung lũng Vézère, ở xã Montignac, tỉnh Dordogne. Nó nằm cách khoảng 40 km về phía đông nam của tỉnh lỵ Périgueux và cách xã Sarlat-la-Canéda khoảng 25 km.
Cửa hang mở ra ở bờ trái của thung lũng Vézère, tại một đồi đá vôi có niên đại thuộc tầng Cognac (kỷ Creta). Trái ngược với phần lớn các hang khác trong vùng, hang Lascaux tương đối "khô". Trên thực tế, một lớp marl không thấm đã ngăn chặn sự thẩm thấu của nước và do đó ngăn sự hình thành mới thể kết canxit.